# Erhard Reusch
Erhard Reusch (Pseudonym: Ergasto; * 2. Mai 1678 in Coburg; † 4. Februar 1740 in Helmstedt) war ein deutscher Klassischer Philologe, Rechtswissenschaftler und Hochschullehrer.

## Leben
Reusch war Sohn des Coburger Stadthauptmanns Sebastian Reusch. Er besuchte ab 1693 das Coburger Gymnasium, bevor er 1798 an der Universität Altdorf eingeschrieben wurde. 1704 erlangte er dort den Magistergrad der Philosophie, außerdem wurde er unter Magnus Daniel Omeis, unter dessen Einfluss er insbesondere stand, zum Poeta Laureatus gekrönt. In dieser Zeit war er auch Hauslehrer von Georg Heinrich Linck. Nachdem er kurzzeitig an verschiedenen anderen deutschen Universitäten studiert hatte, kam er an die Universität Wittenberg, an der er besonders unter dem Einfluss von Konrad Samuel Schurzfleisch stand. Danach ging er an die Universität Erfurt, an der er sich den Grad eines Lic. iur. erwarb.
Reusch kehrte 1715 nach Nürnberg zurück. Er wirkte als Privatdozent an der Universität Altdorf, die zeitweise nach Nürnberg zurückverlegt war, und lehrte dort alte Sprachen, Philosophie und Rechtswissenschaft. 1723 folgte er einem Ruf als ordentlicher Professor der Beredsamkeit an die Universität Helmstedt, an der er am 14. September 1723 seine Antrittsvorlesung hielt. Er versuchte als solcher die Altertumsstudien an der Universität zu stärken. Ende 1725 wurde ihm außerdem die Professur der Dichtkunst übertragen. 1732 leitete er als Prorektor die Hochschule. Er starb im Amt.

## Werke (Auswahl)
- Alter und Neuer Staat des Königreichs Dalmatien, Welcher alle und jede historische Merkwürdigkeiten von den ältesten Zeiten an begreifet, absonderlich diejenigen, so sich in dem Candischen und letzten Kriege, dann nach dem Carlowitzischen Frieden bis auf das Jahr 1717 zugetragen; ingleichen die Geographische Beschreibung des Landes, samt dessen Städten und festen Plätzen, wie auch der Uscochen, Morlachen und der Republic Ragusa: ferner die Stamm-Register derer Könoge und Fürsten dieses Königreiches, nebst dem Zustande der Christlichen Religion, und denen berühmten Männern, so aus demselben gebürtig. Zu Ende sind I. Lucii Inscriptiones Dalmaticae beigefüget und das Werk mit vielen curiosen Anmerkungen und feinen Kupfern versehen. Monath, Nürnberg 1718. (Digitalisat)
- Origines metalli fodinarum in Germania. Schnorr, Helmstedt  1725. (Digitalisat)
- Panegyricus, supremo honori viri summe venerabilis Christophori e gente Böhmerorum, Schnorr, Helmstedt 1733.
- Disquisitio de iureiurando per genium principis, Schnorr, Helmstedt 1735. (Digitalisat)
- De Vsv Et Praestantia Actorvm Pacis Vestphalicae. Schnorr, Helmstedt 1736. (Digitalisat)